# Pay No Mind/Green Light
«Pay No Mind/Green Light» es un sencillo split de la banda Sonic Youth y el músico estadounidense Beck, publicado el 18 de abril de 2009 en Estados Unidos por el sello Matador Records en formato 7", en una edición limitada de solo 2500 copias. Fue lanzado al mismo tiempo que el split de Sonic Youth con Jay Reatard, Hang Them All/No Garage. En él Sonic Youth interpreta la canción "Pay No Mind (Snoozer)" del álbum Mellow Gold de Beck, mientras que este último interpreta "Green Light" del álbum EVOL.

## Lista de canciones
| N.º | Título                                  | Duración |  |
| 1.  | «Pay No Mind» (Lado A, por Sonic Youth) | 3:04     |  |
| 2.  | «Green Light» (Lado B, por Beck)        |          |  |